# Megachile edwardsi
Megachile edwardsi är en biart som beskrevs av Heinrich Friese 1922. Megachile edwardsi ingår i släktet tapetserarbin, och familjen buksamlarbin. Inga underarter finns listade i Catalogue of Life.